# Agathastraße 92 (Derichsweiler)

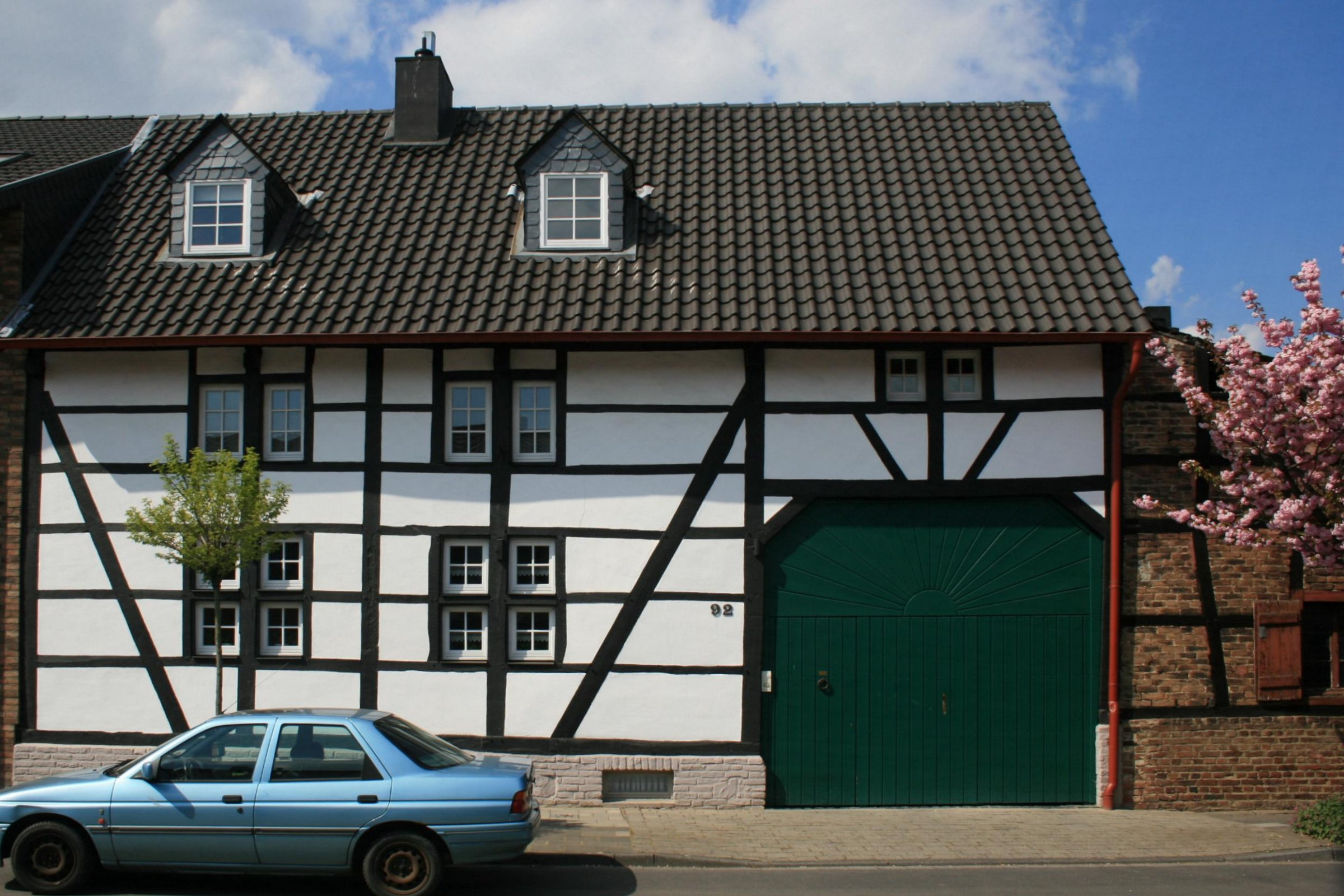

Das Gebäude Agathastraße 92 befindet sich im Dürener Stadtteil Derichsweiler in Nordrhein-Westfalen. 
Die Hofanlage wurde Ende des 17. Jahrhunderts erbaut.
Das traufständige zweigeschossige Fachwerkhaus mit liegenden Gefachen hat eine überbaute Toreinfahrt und Kreuzstockfenster. Das Fachwerk hat durchgezapfte Ankerbalken.
Das Bauwerk ist unter Nr. 7/004 in die Denkmalliste der Stadt Düren eingetragen.